# Marcin Wodziński
Marcin Wodziński (ur. 30 maja 1966 w Świdnicy) – polski historyk i judaista, kierownik Katedry Judaistyki im. Tadeusza Taubego na Uniwersytecie Wrocławskim w latach 2003–2024. 
Kluczowym zagadnieniem jego badań jest XIX-wieczna historia społeczna Żydów na Śląsku i w Europie Wschodniej (głównie w rozbiorowej Polsce), w szczególności haskala oraz chasydyzm.

## Życiorys
Ukończył I Liceum Ogólnokształcące im. Jana Kasprowicza w Świdnicy. W 1991 roku ukończył polonistykę na Instytucie Filologii Polskiej, a w 1995 roku obronił pracę doktorską w Śląskoznawczym Studium Doktoranckim przy Instytucie Historycznym Uniwersytetu Wrocławskiego.  
W latach 1996–1998 pracował jako wykładowca na Pekińskim Uniwersytecie Języków Obcych i dyrektor Szkoły Polskiej w Pekinie.  
Od 2003 był kierownikiem Zakładu Studiów Żydowskich, w 2016 roku przekształconego w Katedrę Judaistyki Uniwersytetu Wrocławskiego. W latach 2000–2014 był historycznym konsultantem wystawy głównej Muzeum Historii Żydów Polskich Polin, w latach 2010–2012 głównym historykiem tego Muzeum, a następnie członkiem Rady Historycznej Muzeum. Członek Rady Głównej Polskiego Towarzystwa Studiów Żydowskich w latach 2002–2018, a w latach 2011–2018 wiceprezes. Jest też członkiem rady akademickiej programu judaistycznych studiów doktorskich Uniwersytetu Karola w Pradze, Komisji Historii i Kultury Żydów Polskiej Akademii Umiejętności w Krakowie, komitetu sterującego Digital Humanities Forum, European Association for Jewish Studies i in..
W swojej pracy nad historią chasydyzmu stosuje zarówno metody jakościowe, jak i geoprzestrzenne metody ilościowe, analizując czynniki geograficzne w rozwoju tego ruchu religijnego w dawnej Polsce i Europie Wschodniej. Podejście geograficzno-ilościowe stanowi podstawę szczególnie jego opublikowanego w 2018 roku Historycznego Atlasu Chasydyzmu, za który w tym samym roku otrzymał National Jewish Book Award. Poza Atlasem, wkładem Marcina Wodzińskiego w historiografię chasydyzmu są jego inne prace na temat rozwoju ruchu w kontekście szerszych procesów społeczno-historycznych regionu: Chasydyzm. Wszystko, co najważniejsze, Hasidism: A New History (współautor) i Studying Hasidism: Sources, Methods, Perspectives (współedytor).
Swoje zainteresowanie metodami humanistyki cyfrowej rozwija również uczestnicząc w projektach z tego zakresu, między innymi w projekcie Yerusha, gdzie był odpowiedzialny za jego polską sekcję, a także w kilku rozwijających się projektach skupiających się na zbieraniu, analizie i publikacji danych wraz z narzędziami do cyfrowej analizy historycznej, we współpracy z innymi uniwersytetami (Bar-Ilana, Uniwersytet w Hajfie, Otwarty Uniwersytet Izraela) oraz Uniwersytetem Toronto.
Wśród wypromowanych doktorów są Agnieszka Jagodzińska, Agata Rybińska, Piotr Grącikowski, Lidia Jerkiewicz i Anna Kałużna oraz dwa doktoraty honorowe Moshego Rosmana i Olgi Tokarczuk.
W latach 2009–2018, pełnił funkcję redaktora naczelnego półrocznika Polskiego Towarzystwa Studiów Żydowskich, Studia Judaica, a od roku 2021 jest redaktorem naczelnym półrocznika European Journal of Jewish Studies, wydawanego przez European Association for Jewish Studies.
W 2022 został członkiem korespondentem Polskiej Akademii Nauk i członkiem Academia Europaea.

## Nagrody i odznaczenia
Za swoją działalność naukową otrzymał wiele nagród i odznaczeń, m.in. Nagroda Profesora Łukasza Hirszowicza (2008), Nagroda Jana Karskiego i Poli Nireńskiej (2011), Odznaka honorowa „Zasłużony dla Kultury Polskiej” (2015), nagroda National Jewish Book Award (2019) oraz nagroda specjalna Polityki za książkę historyczną roku (2020). W 2023 roku otrzymał Irena Sendlerowa Memorial Award.
W 2024 roku otrzymał Nagrodę Fundacji na rzecz Nauki Polskiej w obszarze nauk humanistycznych i społecznych.

## Książki
- Chasydzkie centra pielgrzymkowe w Polsce, Wrocław, Instytut Socjologii Uniwersytetu Wrocławskiego 1993
- Hebrajskie inskrypcje na Śląsku XIII-XVIII w., Wrocław, Towarzystwo Przyjaciół Polonistyki Wrocławskiej i Centrum Badań Śląskoznawczych i Bohemistycznych 1996
- Groby cadyków w Polsce. O chasydzkiej literaturze nagrobnej i jej kontekstach, Wrocław, Towarzystwo Przyjaciół Polonistyki Wrocławskiej 1998
- Cmentarz żydowski w Lesku. Vol. 1: Wiek XVI i XVII. Kraków, Księgarnia Akademicka 2002 (współautor: Andrzej Trzciński).
- Oświecenie żydowskie w Królestwie Polskim wobec chasydyzmu, Warszawa, Wydawnictwo Cyklady 2003
- Bibliography on the History of Silesian Jewry II - Bibliographie zur Geschichte der Juden in Schlesien II, München, Saur-Verlag 2004 (Bibliographie zur deutsch-jüdischen Geschichte, Bd. 7).
- Haskalah and Hasidism in the Kingdom of Poland: A History of Conflict, tłum. Sarah Cozens (Oxford and Portland, Littman Library of Jewish Civilization: 2005)
- Władze Królestwa Polskiego wobec chasydyzmu. Z dziejów stosunków politycznych, Wrocław, Wydawnictwo Uniwersytetu Wrocławskiego 2008
- Judaica w aktach Centralnych Władz Wyznaniowych Królestwa Polskiego Archiwum Głównego Akt Dawnych. Informator archiwalny (2010)
- Źródła do dziejów chasydyzmu w Królestwie Polskim, 1815–1867, w zasobach polskich archiwów państwowych / Hasidism in the Kingdom of Poland, 1815–1867: Historical Sources in the Polish State Archives (2011)
- Hasidism and Politics: The Kingdom of Poland, 1815–1864 (2013)
- Historical Atlas of Hasidism (with cartography by Waldemar Spallek) (2018), Princeton University Press (polska wersja: Chasydyzm Atlas Historyczny, Wydawnictwo Austeria)
- Hasidism: Key Questions (2018) Oxford University Press (polska wersja: Chasydyzm. Wszystko, co najważniejsze, Wydawnictwo Austeria)
- Hasidism: A New History (co-authored with David Assaf, David Biale(inne języki), Benjamin Brown, Uriel Gellman, Samuel Heilman, Moshe Rosman, Gad Sagiv) (2018) Princeton University Press